# Клин (Новомосковск)
Клин — микрорайон (посёлок) в составе города Новомосковска Тульской области России; упразднённая в 1932 году деревня. Ныне на месте бывшей деревни находится улица Клин, застроенная частными домами.

## История
Упоминается на плане Генерального межевания Тульского наместничества 1790 года как деревня Донская, Клин тож.
По данным 1859 года Клин — владельческая деревня 1-го стана Епифанского уезда Тульской губернии при протоке Емановке, в 21 версте от уездного города Епифани, с 69 дворами и 614 жителями (321 мужчина, 293 женщины).
В 1911 году в уезде была проведена подворная перепись. Деревня Клин относилась к Клинскому сельскому обществу Бобриковской волости, ранее принадлежала Бобринским. Имелось 135 хозяйств (из них 109 наличных и 26 отсутствующих), 728 человек (361 мужчина и 367 женщин) наличного населения (из них 160 грамотных и полуграмотных и 56 учащихся), была церковно-приходская школа.
Имелось 320 земельных наделов, всего 616,9 десятин надельной земли, а также 390,2 десятин купчей и 113,4 десятины удобной арендованной земли. 94,7 десятин удобной земли было сдано в аренду.
В пользовании наличных хозяйств находилось 797,1 десятин пашни, 92,9 десятин выгона, 55 — усадебной земли, 27,4 десятины сенокоса, 8 — неудобной земли.
Под посевами находилось 596,9 десятин земли (в том числе 35 десятин усадебной), из неё озимая рожь занимала 277,3 десятины, яровой овёс — 245,3 десятины, картофель — 37,8, гречиха — 15,3, конопля — 10, прочие культуры — 11,2 десятины.
У жителей было 176 лошадей, 195 голов КРС, 478 овец и 113 свиней.
Промыслами занимались 112 человек: 53 — местными (почти все в своей деревне и волости) и 59 отхожими (в основном в Москве), из них 30 заводских рабочих.
В 1920-х годах единственный населённый пункт Клинского сельсовета Узловского района
Включена в состав города Бобрики (нынешнего Новомосковска) в 1932 году, в предвоенные годы насчитывала 130 дворов.

## Население
К 1859 году Клин — владельческая деревня с 69 дворами и 614 жителями (321 мужчина, 293 женщины).
По данным переписи 1897 года в деревне проживало 537 человек (221 мужчина, 316 женщин), все православные.
По переписи 1926 года деревня являлась со 119 хозяйствами (из них 117 крестьянских) и 659 жителями (303 мужчины, 356 женщин).

## Транспорт
Имеется автобусная остановка «посёлок Клин».